# 政教分離を貫く会
政教分離を貫く会（せいきょうぶんりをつらぬくかい）は、かつて自由民主党内で宗教団体（創価学会）を支持母体とする公明党を含む与党の連立政権に反対する議員によって結成された勉強会。
前身の憲法20条を考える会が自由民主党・自由党・公明党による自自公連立政権発足とともに事実上消滅したことを受け同政権下で再結成された。
メンバーは当時小選挙区で公明党候補と競合していた議員が中心である。2000年2月17日結成。結成当時、連立を組む自由党や野党民主党の所属議員からも参加を望む声があった。自民党を離党した東京都知事（当時）の石原慎太郎も代表世話人としての参加を望んだものの、あくまで自民党内の勉強会であることを理由に自民党籍のない議員の参加は認めなかった。

## 組織とメンバー
- 代表世話人：白川勝彦、平沢勝栄、自見庄三郎、石原伸晃、江口一雄、江渡聡徳、奥谷通、小林多門、松本和那
- メンバー

上記9人とあわせて35人いたとされるが、「党内の弾圧を恐れて公開しない」とした。